# Parafia Matki Boskiej Fatimskiej w Opolu-Grudzicach
Parafia Matki Boskiej Fatimskiej – rzymskokatolicka parafia położona przy ulicy Strzeleckiej 23 w Opolu. Parafia należy do dekanatu Opole w diecezji opolskiej.

## Historia parafii
Parafia została erygowana 13 czerwca 1980 roku. Kościołem parafialnym jest Kościół Matki Boskiej Fatimskiej w Opolu-Grudzicach wybudowano w latach 1957-1959. Proboszczem parafii jest ksiądz Leonard Józef Makiola.

## Liczebność i zasięg parafii
Do parafii należy 2800 wiernych, mieszkającch w Opolu-Grudzicach (ulice: Adamka, Baczyńskiego, Biegasa, Borowskiego, Boya-Żeleńskiego, Brezy, Brzechwy, Cybisa, Dobisa, Doroszewskiego, Fałata, Gajcego, Gałczyńskiego, Gojawiczyńskiej, Gombrowicza, Grochowiaka, Groszowicką, Iwaszkiewicza, Jasnorzewskiej-Pawlikowskiej, Królowej Jadwigi (numery od 30 do 51), Lechonia, Lema, Leśmiana, Łukasiewicza, Makuszyńskiego, Masłowskiego, Młodej Polski, Modrzejewskiej, Morcinka, Niepodległości, Jerzego i Ryszarda Kowalczyków 81, Orkana, Parandowskiego, Podlesie, Porannej Rosy, Prostą, Przybosia, Przybyszewskiego, Rosponda, Rydla, Staffa, Stanisławskiego, Strzelecką, Szaniawskiego, Tetmajera, Wańkowicza, Wierzyńskiego, Wiktora, Witkiewicza, Wojtkiewicza i Wyspiańskiego

### Inne kościoły i kaplice
- kaplica w klasztorze sióstr św. Elżbiety,
- kaplica w Domu Matki i Dziecka w Opolu.

### Domy zakonne
- Zgromadzenie Sióstr św. Elżbiety w Opolu-Grudzicach.

### Szkoły i przedszkola
- Publiczna Szkoła Podstawowa nr 26 w Opolu,
- Publiczne Przedszkole nr 33 w Opolu[5].

## Kler parafialny
(Kapłani po 1945 roku)
- ks. Antoni Liszka,
- ks. Wojciech Skrobocz,
- ks. Janusz Czerski,
- ks. Władysław Horiszny,
- ks. Norbert Małecki,
- ks. Leonard Makiola[4].